# Tyler Smith (Musiker)
Tyler Smith, besser bekannt als Telle Smith (* 9. August 1986 in Dayton/Ohio) ist ein US-amerikanischer Musiker. Er ist Sänger bei The Word Alive. Smith spielte vorher bei Greeley Estates und In Fear and Faith mit.
Außerdem war er bereits Gastmusiker bei We Are Defiance, Danger Silent, seiner ehemaligen Band In Fear and Faith, Tonight Is Glory und We Came as Romans.

## Karriere

### Lebenslauf
Tyler hat drei jüngere Brüder. Zwischen 1992 und 2005 besuchte er die Spring Valley Academy in Centerville. Er lernte erst mit 17 Jahren Gitarre zu spielen. Drei Jahre später nahm er Gesangsunterricht.
Zu seinen musikalischen Einflüssen zählt er Brand New und Sigur Rós auf. Zu seinen Lieblingsbands zählen 30 Seconds to Mars, As Cities Burn, Thursday, As I Lay Dying, August Burns Red, Circa Survive und City and Colour. Er ist überzeugter Christ.
Im Mai 2007 zog er von Ohio nach Kalifornien. Im Januar 2009 wechselte er erneut seinen Wohnort. Er zog von Oceanside/Kalifornien nach Phoenix/Arizona zusammen mit Chris Vaughn von Danger Silent. Seit März 2011 lebt er wieder in Kalifornien. Er wohnt in Hollywood.
Smith hat irische und holländische Wurzeln.

### Musikkarriere

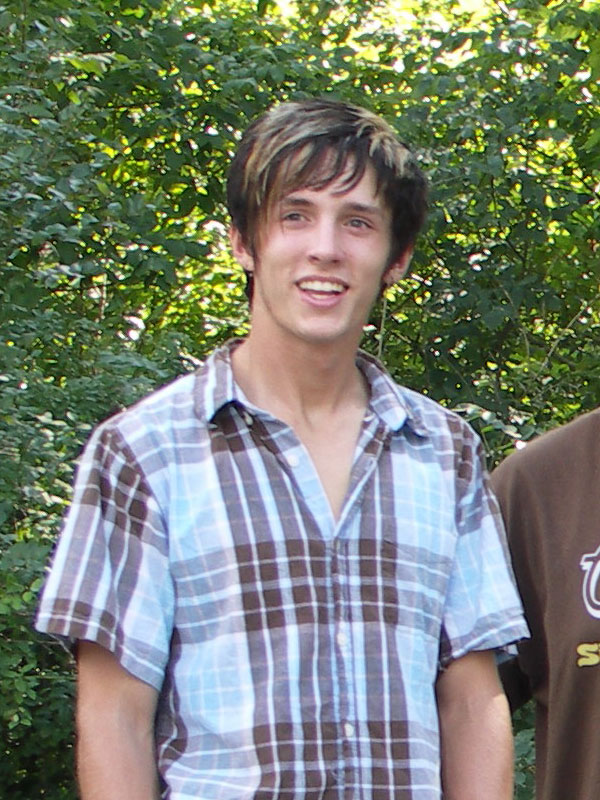
Tyler Smith im Jahr 2003

#### In Fear and Faith
Smith´s erste Band, in der er spielte, hieß In Fear and Faith. Von Mai 2007 bis Januar 2008 war er einer von zwei Sängern der Band und nahm mit ihr das Album Voyages auf, das 2007 in Eigenvertrieb erschien.

#### Greeley Estates
Im Januar 2008 wechselte Telle Smith erstmals die Band. Er wurde Bassist bei Greeley Estates, einer Post-Hardcore-Band aus Phoenix/Arizona. Dort blieb er allerdings nur bis zum November desselben Jahres. Er nahm mit der Band das Album Go West Young Man, Let the Evil Go East auf, das über Science Records veröffentlicht wurde. Einen Tag nach seinem Ausscheiden tourte die Band mit Alesana.

#### The Word Alive
Smith übernahm dann bei The Word Alive den Sängerposten von Craig Mabbitt, der die Band als Nebenprojekt zu Escape the Fate gegründet hatte. Mabbitt musste die Band verlassen, da er mit ihr nicht auf Tournee gehen konnte. Smith wurde offiziell am 3. Dezember 2008 als neuer Frontsänger bei The Word Alive vorgestellt.
Er nahm mit der Band die Debüt-EP Empire auf. 2009 bestätigte er, die Songs für das Debütalbum Deceiver zu schreiben. Das Album erschien am 31. August 2010 und erreichte Platz 97 der US-Charts.
Als The Word Alive im November 2010 mit Underoath tourten, übernahm Smith bei einem Konzert in Mission/Texas den Platz von Underoath-Sänger Spencer Chamberlain, der sich in der letzten Tourwoche eine Lebensmittelvergiftung zugezogen hatte.
Am 24. Januar 2011 erkrankte Smith an mehreren Infektionskrankheiten, darunter Bronchitis, Laryngitis und Pharyngitis. Zudem wies er starkes Fieber auf. Während Smith im Krankenhaus lag, tourte die Band mit Texas In July und For Today. Er verpasste durch seinen Aufenthalt im Krankenhaus 9 Konzerte der Tour.

## Diskographie

### In Fear and Faith
- 2007: Voyage (Eigenvertrieb)

### Greeley Estates
- 2008: Go West Young Man, Let the Evil Go East (Science Records)

### The Word Alive

#### EPs
- 2009: Empire (Fearless Records)

#### Alben
- 2010: Deceiver (Fearless Records)
- 2011: Deceiver (Deluxe Edition)
- 2012: Life Cycles (Fearless Records)
- 2014: Real. (Fearless Records)
- 2016: Dark Matter
- 2018: Violent Noise
- 2020: MONOMANIA
- 2023: Hard Reset

### Gastauftritte
- Im Song Not Another Song About You aus dem Album Trust in Few (2011; Tragic Hero Records) von We Are Defiance
- Im Song It's Never Been So Quiet aus dem Album The Vision and Reality (2009) von Tonight Is Glory
- Im Song Intentions aus dem Album To Plant a Seed (2009) von We Came as Romans
- Im Song The Taste of Regret aus dem Album Symphonies (2011) von In Fear and Faith
- Im Song Coming Home aus dem Album To Cast a Way (2011) von Danger Silent
- Im Song Rebearth aus der Single Rebearth (2013) von Capture The Crown
- Im Song Conqueror aus dem Album Lost Chapter von Pentakill